# Даніло Ларанжейра
Даніло Ларанжейра (порт. Danilo Larangeira, нар. 10 травня 1984, Сан-Бернарду-ду-Кампу) — бразильський футболіст, центральний захисник відомий виступами за низку італійських клубних команд.

## Ігрова кар'єра
Народився 10 травня 1984 року в місті Сан-Бернарду-ду-Кампу. Вихованець футбольної школи клубу «Пауліста». Дорослу футбольну кар'єру розпочав 2002 року у другому бразильському дивізіоні в основній команді того ж клубу, в якій провів один сезон, взявши участь у 5 матчах чемпіонату. Згодом протягом сезону грав за третьоліговий «Ітуано», після чого на рік повертався до рідної «Паулісти», де вже був гравцем основного складу.
2005 року перейшов до вищолігового «Атлетіку Паранаенсе», де провів чотири роки, після чого на правах оренди протягом 2009–2011 років виступав також у бразильській Серії A за «Палмейрас».
У червні 2011 року за два мільйони євро перебрався до італійського вищолігового «Удінезе», де на наступні сім років став ключовим гравцем захисної ланки.
Влітку 2018 року на правах оренди з обов'язковим подальшим викупом досвідчений оборонець перейшов до «Болоньї», у складі якої провів ще три сезони в італійській Серії A.
31 серпня 2021 року 37-річний бразилець уклав однорічну угоду з друголіговою італійською «Пармою», у складі якої протягом сезону мав постійну ігрову практику.

## Статистика виступів

### Статистика клубних виступів
Станом на 10 травня 2022
| Сезон                           | Команда                         | Чемпіонат                       | Чемпіонат | Чемпіонат | Національний кубок | Національний кубок | Національний кубок | Континентальні кубки | Континентальні кубки | Континентальні кубки | Інші змагання | Інші змагання | Інші змагання | Усього | Усього |
| Сезон                           | Команда                         | Ліга                            | Ігор      | Голів     | Ліга               | Ігор               | Голів              | Ліга                 | Ігор                 | Голів                | Ліга          | Ігор          | Голів         | Ігор   | Голів  |
| ------------------------------- | ------------------------------- | ------------------------------- | --------- | --------- | ------------------ | ------------------ | ------------------ | -------------------- | -------------------- | -------------------- | ------------- | ------------- | ------------- | ------ | ------ |
| 2002                            | «Пауліста»                      | B                               | 5         | 1         | КБ                 | 0                  | 0                  | -                    | -                    | -                    | -             | -             | -             | 5      | 1      |
| 2003                            | «Ітуано»                        | C                               | 30        | 1         | КБ                 | 4                  | 0                  | -                    | -                    | -                    | -             | -             | -             | 34     | 1      |
| 2004                            | «Пауліста»                      | B                               | 36        | 3         | КБ                 | 0                  | 0                  | -                    | -                    | -                    | -             | -             | -             | 36     | 3      |
| Усього за «Паулісту»            | Усього за «Паулісту»            | Усього за «Паулісту»            | 41        | 4         |                    | 0                  | 0                  |                      | -                    | -                    |               | -             | -             | 41     | 4      |
| 2005                            | «Атлетіку Паранаенсе»           | A                               | 36        | 2         | КБ                 | 0                  | 0                  | КЛ                   | 10                   | 0                    | -             | -             | -             | 46     | 2      |
| 2006                            | «Атлетіку Паранаенсе»           | A                               | 35        | 2         | КБ                 | 0                  | 0                  | ПК                   | 8                    | 1                    | -             | -             | -             | 43     | 3      |
| 2007                            | «Атлетіку Паранаенсе»           | A                               | 34        | 2         | КБ                 | 0                  | 0                  | ПК                   | 1                    | 0                    | -             | -             | -             | 35     | 2      |
| 2008                            | «Атлетіку Паранаенсе»           | A                               | 26        | 3         | КБ                 | 0                  | 0                  | ПК                   | 2                    | 0                    | -             | -             | -             | 28     | 3      |
| Усього за «Атлетіку Паранаенсе» | Усього за «Атлетіку Паранаенсе» | Усього за «Атлетіку Паранаенсе» | 131       | 9         |                    | 0                  | 0                  |                      | 21                   | 1                    |               | -             | -             | 152    | 10     |
| 2009                            | «Палмейрас»                     | A                               | 35        | 4         | КБ                 | 0                  | 0                  | КЛ                   | 12                   | 0                    | -             | -             | -             | 47     | 4      |
| 2010                            | «Палмейрас»                     | A                               | 28        | 1         | КБ                 | 8                  | 0                  | ПК                   | 8                    | 1                    | -             | -             | -             | 44     | 2      |
| 2011                            | «Палмейрас»                     | A                               | 4         | 0         | КБ                 | 7                  | 1                  | ПК                   | 0                    | 0                    | -             | -             | -             | 11     | 1      |
| Усього за «Палмейрас»           | Усього за «Палмейрас»           | Усього за «Палмейрас»           | 67        | 5         |                    | 15                 | 1                  |                      | 20                   | 1                    |               | -             | -             | 102    | 7      |
| 2011–12                         | «Удінезе»                       | A                               | 37        | 1         | КІ                 | 1                  | 0                  | ЛЧ+ЛЄ                | 2+9                  | 0+1                  | -             | -             | -             | 49     | 2      |
| 2012–13                         | «Удінезе»                       | A                               | 32        | 2         | КІ                 | 1                  | 0                  | ЛЧ+ЛЄ                | 2+6                  | 0                    | -             | -             | -             | 41     | 2      |
| 2013–14                         | «Удінезе»                       | A                               | 36        | 1         | КІ                 | 3                  | 0                  | ЛЄ                   | 4                    | 0                    | -             | -             | -             | 43     | 1      |
| 2014–15                         | «Удінезе»                       | A                               | 37        | 2         | КІ                 | 3                  | 0                  | -                    | -                    | -                    | -             | -             | -             | 40     | 2      |
| 2015–16                         | «Удінезе»                       | A                               | 34        | 0         | КІ                 | 3                  | 0                  | -                    | -                    | -                    | -             | -             | -             | 37     | 0      |
| 2016–17                         | «Удінезе»                       | A                               | 36        | 2         | КІ                 | 1                  | 0                  | -                    | -                    | -                    | -             | -             | -             | 37     | 2      |
| 2017–18                         | «Удінезе»                       | A                               | 32        | 1         | КІ                 | 3                  | 1                  | -                    | -                    | -                    | -             | -             | -             | 35     | 2      |
| Усього за «Удінезе»             | Усього за «Удінезе»             | Усього за «Удінезе»             | 244       | 9         |                    | 15                 | 1                  |                      | 23                   | 1                    |               | -             | -             | 282    | 11     |
| 2018–19                         | «Болонья»                       | A                               | 35        | 1         | КІ                 | 1                  | 0                  | -                    | -                    | -                    | -             | -             | -             | 36     | 1      |
| 2019–20                         | «Болонья»                       | A                               | 30        | 2         | КІ                 | 1                  | 0                  | -                    | -                    | -                    | -             | -             | -             | 31     | 2      |
| 2020–21                         | «Болонья»                       | A                               | 35        | 0         | КІ                 | 0                  | 0                  | -                    | -                    | -                    | -             | -             | -             | 35     | 0      |
| Усього за «Болонью»             | Усього за «Болонью»             | Усього за «Болонью»             | 100       | 3         |                    | 2                  | 0                  |                      | -                    | -                    |               | -             | -             | 102    | 3      |
| 2021–22                         | «Парма»                         | B                               | 29        | 1         | КІ                 | -                  | -                  | -                    | -                    | -                    | -             | -             | -             | 29     | 1      |
| Усього за кар'єру               | Усього за кар'єру               | Усього за кар'єру               | 642       | 32        |                    | 36                 | 2                  |                      | 64                   | 3                    |               | -             | -             | 734    | 37     |